# Vega (typ jachtu)
Vega – typ bardzo popularnego w Polsce pod koniec lat 60. oraz w latach 70. ub.w. jachtu pełnomorskiego z ożaglowaniem typu slup, zaprojektowanego przez R. Langera i K. Michalskiego w 1960 r.

## Charakterystyka
Drewniane jachty typu Vega produkowane przez Szczecińską Stocznię Jachtową, stanowiły rozwinięcie konstrukcji jachtu Conrad II.
Jacht bardzo dzielny i dosyć szybki, z jasnym i przestronnym wnętrzem, wygodny dla turystyki morskiej, wyposażony w osprzęt produkcji zachodnich firm oraz 4-cylindrowy silnik Volvo-Penta (co w tych latach było dużym luksusem, gdyż większość polskich jachtów wówczas w ogóle nie posiadała silników), stanowił duży przełom w jakości sprzętu pływającego, z jakiego dotychczas mogli korzystać polscy żeglarze.
Łącznie wyprodukowano 39 jachtów tego typu, jednak ze względu na spadek popytu na drewniane konstrukcje, Stocznia musiała zaprzestać ich produkcji.

## Jachty typu Vega

### Lista jachtów typu Vega ujętych w Rejestrze JachtówPRSwg stanu na dzień 1 lutego 1988 r.

#### Aldis
s/y Aldis (PZ-12, do 1976: V-PZ-57, Gdynia, zbudowany w 1968 r.) – CWM GK ZHP

#### Alfa
s/y Alfa (ex Karawela, PZ-154, do 1976: V-PZ-54, Trzebież, zbudowany w 1968 r.) – COŻ PZŻ Trzebież (poprzednio KS Stal Stocznia, Szczecin; poprzednio Arkonia, Szczecin)

#### Magnolia
s/y Magnolia (PZ-110, do 1976: V-PZ-10, Szczecin, zbudowany w 1966 r.) – CŻ Centrum Żeglarskie

#### Moskit
s/y Moskit (PZ-141, do 1976: V-PZ-41, Szczecin, zbudowany w 1965 r.) – KM PTTK Bryza Warszawa

#### Orchidea
s/y Orchidea (PZ-132, do 1976: V-PZ-32, Świnoujście, zbudowany w 1967 r.) – Międzyszkolny Wodny Ośrodek Sportowy w Świnoujściu (poprzednio MKM Pod Żaglami)

#### Oscar
s/y Oscar (ex Echo, ex Karaka, PZ-153, Trzebież, zbudowany w 1969 r.) – COŻ PZŻ Trzebież

#### Pegaz
s/y Pegaz (PZ-45, do 1976: V-PZ-45, Szczecin, zbudowany w 1965 r.) – Jacht Klub AZS Szczecin

#### Totem
s/y Totem (PZ-152, do 1976: V-PZ-52, Szczecin, zbudowany w 1969 r.) – HOM ZHP Szczecin

#### Tytan
s/y Tytan (PZ-133, do 1976: V-PZ-33, Szczecin, zbudowany w 1967 r.) – KS Chemik Police

#### Wagabunda
s/y Wagabunda (PZ-142, do 1976: V-PZ-42, Szczecin, zbudowany w 1965 r.) – TKŻ Wagabunda Poznań

#### Wanda
s/y Wanda (PZ-103, do 1976: V-PZ-3, Szczecin, zbudowany w 1967 r.) – BKS Wanda Kraków, W 1998 roku jacht został sprzedany. 

#### Watra
s/y Watra (PZ-115, do 1976: V-PZ-15, Szczecin, zbudowany w 1967 r.) – HOM ZHP Szczecin

#### Zamonit
s/y Zamonit (PZ-14, do 1976: V-PZ-14, Gdynia, zbudowany w 1968 r.) – CWM GK ZHP

### Pozostałe jachty typu Vega, nie wymienione powyżej

#### Berenika
s/y Berenika (V-PZ-47, po 1976: PZ-441, Szczecin, zbudowany w 1966 r.) – MKS Pogoń Szczecin, później w COŻ PZŻ (Trzebież) jako Juliett

#### Ceti
s/y Ceti (V-PZ-43, po 1976: PZ-143, Szczecin, zbudowany w 1964 r.) – JKM LOK Szczecin

#### Ozyrys
s/y Ozyrys (V-PZ-48, po 1976: PZ-148, Szczecin, zbudowany w 1966 r.) – MKS Pogoń Szczecin, później w COŻ PZŻ (Trzebież) jako Romeo

#### Lech
s/y Lech (V-PZ-49, Ustka, zbudowany w 1966 r.) – Harcerski Klub Morski w Ustce z siedzibą w Słupsku. Zwodowany w 1966 r., uszkodzony podczas slipowania w 1976 r.

#### Słowiniec
s/y Słowiniec (V-PZ-40, po 1976: PZ-140, Gdynia,zbudowany w 1963 r.) – JKM Kotwica, później w Elektrowni Rybnik jako Helikon (POL-2161)

#### Kasiopea
s/y Kasiopea (V PZ-37, zbudowany w 1963 r.) – COSTiW Trzebież

#### Dar Koszalina
s/y Dar Koszalina (V PZ-44, zbudowany w 1964 r.) – LPŻ Koszalin, pocięty w 2009 r.

#### Zenit
s/y Zenit (V PZ-46, zbudowany w 1964 r.) – później Gandalf, obecnie w rękach prywatnych.

### Ocalałe jachty typu Vega
W ostatnim opublikowanym przez PRS Rejestrze Jachtów, aktualnym na dzień 28 lutego 2013 r., z powyższej listy pozostały już tylko: Magnolia i Tytan. W 2017 tylko Magnolia. Na wodzie zobaczyć można też wyremontowaną Wandę, w 2017 roku pojawił się także odbudowany jacht typu Vega o nazwie Cassiopeja, należy więc przypuszczać, że to Kasiopea ze zmodyfikowaną nazwą.
Dzięki staraniom m.in. Fundacji Klasyczne Jachty, Gandalf został uratowany przed zniszczeniem i przez nowego właściciela przetransportowany do Pucka w celu wykonania kompleksowego remontu. 
Poza wyżej wymienionymi jachtami znany jest również los s/y Totem oraz s/y Tytan, które znajdują się w prywatnych rękach i poddawane są remontowi w Szczecinie.

### Vegi pod obcymi banderami
Na eksport wyprodukowano 16 jachtów tego typu. Widywano je w Wielkiej Brytanii, Czechach, oraz USA. Do dziś pływają między innymi:

#### Caronade
s/y Caronade – pod banderą brytyjską, zbudowana w 1966 r.

#### Lunic
s/y Lunic – pod banderą włoską, zbudowana w 1964 r.

#### Tina
s/y Tina – pod banderą niemiecką, zbudowana w 1964 r.